# Under Satans sol
Under Satans sol er en fransk dramafilm fra 1987 instrueret af Maurice Pialat og med Gérard Depardieu, Sandrine Bonnaire og Pialat hovedrollerne. Filmen er baseret på en roman af Georges Bernanos.
Filmen blev vist på Filmfestivalen i Cannes i 1987, hvor den vandt Den Gyldne Palme

## Medvirkende
- Gérard Depardieu som Donissan
- Sandrine Bonnaire som Mouchette
- Maurice Pialat som Menou-Segrais
- Alain Artur som Cadignan
- Yann Dedet som Gallet
- Brigitte Legendre som Mouchette's mor
- Jean-Claude Bourlat som Malorthy
- Jean-Christophe Bouvet som Hestehandler
- Philippe Pallut som mand i stenbrud
- Marcel Anselin som Bishop Gerbier
- Yvette Lavogez som Marthe
- Pierre D'Hoffelize som Havret
- Corinne Bourdon som Barnets mor
- Thierry Der'ven som Sabroux
- Marie-Antoinette Lorge som Estelle

## Eksterne Henvisninger
- Under Satans sol på Internet Movie Database (engelsk)
- Under Satans sol på Filmdatabasen
- Under Satans sol i Svensk Filmdatabas (svensk)
- Under Satans sol på AlloCiné (fransk)
- Under Satans sol på MovieMeter (nederlandsk)
- Under Satans sol på AllMovie (engelsk)
- Under Satans sol på Turner Classic Movies (engelsk)
- Under Satans sol på The Movie Database (engelsk)
- Under Satans sol på Rotten Tomatoes (engelsk)
- Under Satans sol på Box Office Mojo (engelsk)

1. ↑  Navnet er anført på svensk og stammer fra Wikidata hvor navnet endnu ikke findes på dansk.